# Symmachis
Symmachis is een geslacht van rechtvleugeligen uit de familie sabelsprinkhanen (Tettigoniidae). De wetenschappelijke naam van dit geslacht is voor het eerst geldig gepubliceerd in 1878 door Brunner von Wattenwyl.

## Soorten
Het geslacht Symmachis omvat de volgende soorten:
- Symmachis glaucescens Walker, 1869
- Symmachis lateipennis Brunner von Wattenwyl, 1878
- Symmachis subroseata Walker, 1869